# W'ボソンとZ'ボソン
W'ボソンとZ'ボソンは、素粒子物理学における仮想上のゲージ粒子である。弱アイソスピンを右巻きに拡張することで、W'ボソンとZ'ボソンは標準模型の右巻きフェルミオンに結合することができる。この名前は、標準模型のWボソンとZボソンに類するものとして命名された。

## 種類

### W'ボソンの種類
W'ボソンは、余剰SU(2)ゲージ群を持つ多くのモデル内に現れる。SU(2) × SU(2)は、電弱SU(2)に対応する対角部分群SU(2)Wについて自発的に破れている。より一般的には、対角SU(2)Wへ分解されるnコピーのSU(2)が、n−1コピーのW+'、W−'およびZ'ボソンを生じる。このようなモデルは、例えば、箙ダイアグラム (quiver diagram) から生じる。 W'ボソンがアイソスピンと結合するために、余剰SU(2)および標準模型SU(2)は混合される必要がある。SU(2)の1コピーは、TeV質量のW'ボソンを得るために標準模型の二番目のSU(2)を離れてTeVスケール付近で破れる必要がある。これはSU(2)を1コピー以上含むリトルヒッグスモデル内で起こる。W'ボソンはSU(2)の破れから生じるので、一般的に（ほとんど）同じ質量のZ'ボソンもともに生成し、W'ボソンに関する結合が同時に起こる。
W'ボソンが関わる追加的なSU(2)因子を持たない別のモデルは、いわゆる331モデルがある。これは、{\displaystyle \beta =\pm 1/{\sqrt {3}}}を満たす。対称性の破れ鎖{\displaystyle SU(3)_{L}\times U(1)_{X}\rightarrow SU(2)_{W}\times U(1)_{Y}}は、一対のW'±ボソンと三つのZ'ボソンを導く。
W'ボソンは、バルク（時空）内のSU(2)を伴うカルツァ＝クライン理論にも現れる。

### Z'ボソンの種類
様々な種類のZ'ボソンを予測するモデルが提唱されている。
- 新しいU(1)ゲージ対称性を持つモデル：このモデルのZ'ボソンは（破れた）U(1)対称性のゲージボソンである。
- E6モデル：このモデルは一般的に混合可能な２つのZ'ボソンを含む。
- 力学的電弱対称性の破れ（力学的対称性の破れ）のトップカラーモデルとトップシーソー (Top Seesaw) モデル：このモデルのZ'ボソンは特定の凝縮物の形態を取る。
- w:Little Higgsモデル：このモデルは典型的にある拡張されたゲージセクターを含む。このゲージセクターは、TeVスケール付近の標準模型ゲージ対称性までに分解されるものである。このタイプのモデルの多くは、１つ以上のZ'ボソンに加えて、W'ボソンも含む。
- カルツァ＝クラインモデル：このZ'ボソンは中性バルクゲージ対称性の励起モードである。
- シュテュッケルベルク拡張 （w:Stueckelberg actionを参照）：このモデルのZ'ボソンは交差しているDブレーンを持つ弦理論に見られる結合から生じる。

## 探索

### 直接探索
W'ボソンは、ハドロン衝突器において、W'ボソンがレプトンとニュートリノまたはトップクォークとボトムクォークに崩壊する現象を通して、クォーク-アンチクォークの対消滅反応で生成された後、検出することができる。LHC加速器は、W'ボソンが発見されるであろうと予測されている数TeVのエネルギー領域の探索を行う。
Z'ボソンの直接探索は、現状で最も高いエネルギーを利用できるハドロン衝突器によって実施される。この探索では、高質量ダイレプトン共鳴を探す。これは、クォーク-アンチクォーク対消滅によって電子-陽電子対または反対の電荷を持つミューオン対に崩壊する際に、Z'ボソンが生成される反応を考えている。最も厳しい現状の制約は、フェルミラボの テバトロンで実現され、生成物の衝突断面積を制御しているZ'ボソンの結合に依存する。2006年のテバトロンの結果では、様々なモデルがZ'ボソンの"典型的な"衝突断面積で予測している約800 GeVの質量までがZ'の探索範囲から除外された。
上の記述に関するモデルは、（探索範囲の）"幅広"モデルと言うことができる。これに対し、近年、"幅狭"モデルに当たるものが提唱されている。これは、テバトロンによって設定された95%信頼水準リミット近辺における衝突断面積の痕跡を自然に与えるもので、そのため、上述の"幅広"モデルよりZ-pole質量にかなり近い質量範囲内でZ'ボソンを検出可能な衝突断面積信号を生成することができる。このタイプのモデルは、宇宙の余剰次元からのZ'ボソンと同様にシュテュッケルベルクZ'ボソンを予測する。（#外部リンクの『Z' Hunter's Guide』を参照）

## Z'-Y混合
Z'ボソンのU(1)'と超電荷のU(1)Yの間を混合するゲージ力学の構築が求められている。この混合によって、Peskin-Takeuchi変数の樹形図レベルでの修正を導くことができる。